# Franco Lombardi
Franco Lombardi (Nàpols, 28 de juny de 1906 - Roma, 9 de setembre de 1989) va ser un filòsof italià.
El 1949 va exercir com a professor d'història de la filosofia i posteriorment, el 1956, de filosofia moral a la Universitat de Roma La Sapienza, on va defensar un humanisme criticonaturalista. Fou soci de l'Accademia Nazionale dei Lincei. Va realitzar diversos estudis sobre alguns filòsofs, entre els quals Kant, Marx, Feuerbach o Kierkegaard. Precisament el 1936 va escriure la primera gran monografia italiana completa d'aquest darrer pensador. Entre les seves obres més destacades es troben Il concetto della libertà (1947) i La posizione dell'uomo nell'universo (1963), entre moltes altres obres. Va fundar el 1962 i va dirigir la revista De Homine.